# Шейн Уест
Шейн Уест (на английски: Shane West), роден на 10 юни, 1978 г. е американски актьор и певец. Той става известен с ролите си в телевизионните поредици Спешно отделение (ER) и Once and Again и във филма Незабравимата (A Walk to Remember). Младият изпълнител живее в Лос Анджелис и има собствена група, наречена Johny Was.

## Частична филмография
| Година      | Заглавие                                                         | Роля                        |
| ----------- | ---------------------------------------------------------------- | --------------------------- |
| 1999        | Liberty Heights                                                  | Тед                         |
| 2000        | Whatever It Takes                                                | Райън Удман                 |
| 2000        | A Time for Dancing                                               | Пол                         |
| 2000        | Дракула 2000 (Dracula 2000)                                      | Джей Ти                     |
| 2001        | Бандата на Оушън (Ocean's Eleven)                                | Себе си                     |
| 2001        | Преживей го (Get Over It)                                        | Бентли Скръмфийлд/Деметриус |
| 2002        | Незабравимата (A Walk to Remember)                               | Лъндън Картър               |
| 2003        | Лигата на необикновените (The League of Extraordinary Gentlemen) | Том Сойер                   |
| 2004        | Спешно отделение                                                 | Д-р Рей Бърнет              |
| 2007        | The Optimist                                                     | Бо                          |
| 2007        | What We Do Is Secret                                             | Дерби Краш                  |
| 2007        | The Stone House                                                  |                             |
| 2010 – 2013 | Никита: Отмъщението                                              | Майкъл                      |
| 2014        | Red Sky                                                          | Том Крейг                   |
|             |                                                                  |                             |